# Daniele Paterna
Daniele Paterna (Atri, 28 novembre 1987) è un arbitro di calcio italiano.

## Carriera
Ha iniziato ad arbitrare nel 2006, arrivando in Serie D nel 2012; nel 2014, al termine della partita San Severo-Monopoli, terminata 1-1, subisce un'aggressione da parte dei dirigenti della squadra di casa, per la quale verranno comminati numerosi Daspo. Nel 2015 viene promosso in Lega Pro; dopo cinque anni trascorsi nella terza serie, in cui ha diretto anche una finale di Coppa Italia Serie C e una finale play-off, nel 2020 passa alla C.A.N., esordendo in Serie B il 27 settembre, nella partita Reggiana-Pisa. Il 22 marzo 2021 riceve il Premio Luca Colosimo per essersi distinto nella precedente stagione in Serie C; il 21 aprile debutta in Serie A, in occasione dell'incontro Crotone-Sampdoria, vinto per 0-1 dalla squadra ligure.
Il 3 luglio 2023, per motivate valutazioni tecniche, viene dismesso dall' Associazione Italiana Arbitri.
A fine maggio 2023, nell'ambito di una collaborazione tra l'AIA e la Federazione Calcistica di Cipro è VAR in Anorthosis-Paralimni (diretta dall'italiano Luca Zufferli) e in Apoel Nicosia-Aris (diretta da un arbitro locale), e arbitro in Omonia Nicosia-AEK Larnaca, con al VAR Zufferli.
Il 6 aprile 2023, nell'ambito di una collaborazione tra l'AIA e la Federazione Cipriota, è VAR in Paphos-Omonia Nicosia, gara delle fasi finali del massimo campionato di Cipro, coadiuvando l'arbitro italiano Rosario Abisso.